# ریتن (تاین و ور)

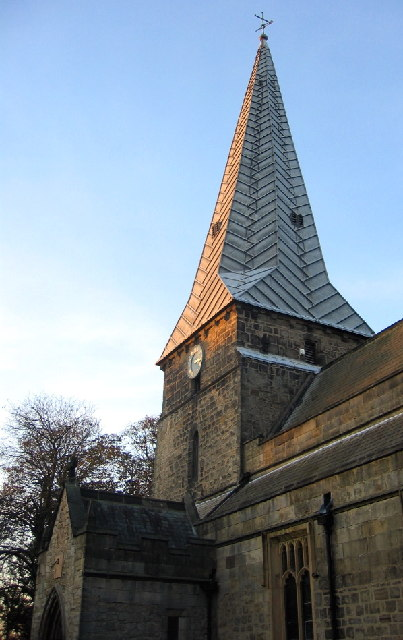
نمایی از کلیسای «صلیب مقدس» در شهر ریتن، انگلستان - ۲۰۰۵

ریتن شهر کوچک در نزدیکی مرزهای غربی تاین و ور، انگلستان است.

## امروزه ریتن
یکی از مناط مفره و شهری از منطقه تاین و ور است.

## مفاخر
- جورج Hepplewhite - طراح مبلمان
- هوارد کندال - فوتبالیست
- استن رمزی - فوتبالیست
- توماس Secker - اسقف اعظم کانتربری
- چارلز Thorp - بنیانگذار دانشگاه دورهام
- رابرت Thorp - روحانی
- راشل و بکی Unthank - عامیانه خوانندگان بزرگ شده در ریتن
- نیکلاس چوب - عمران و مهندس معدن
- چارلز Algernon پارسونز - مهندس و مخترع توربین بخار[۲]